# 퀴프리아

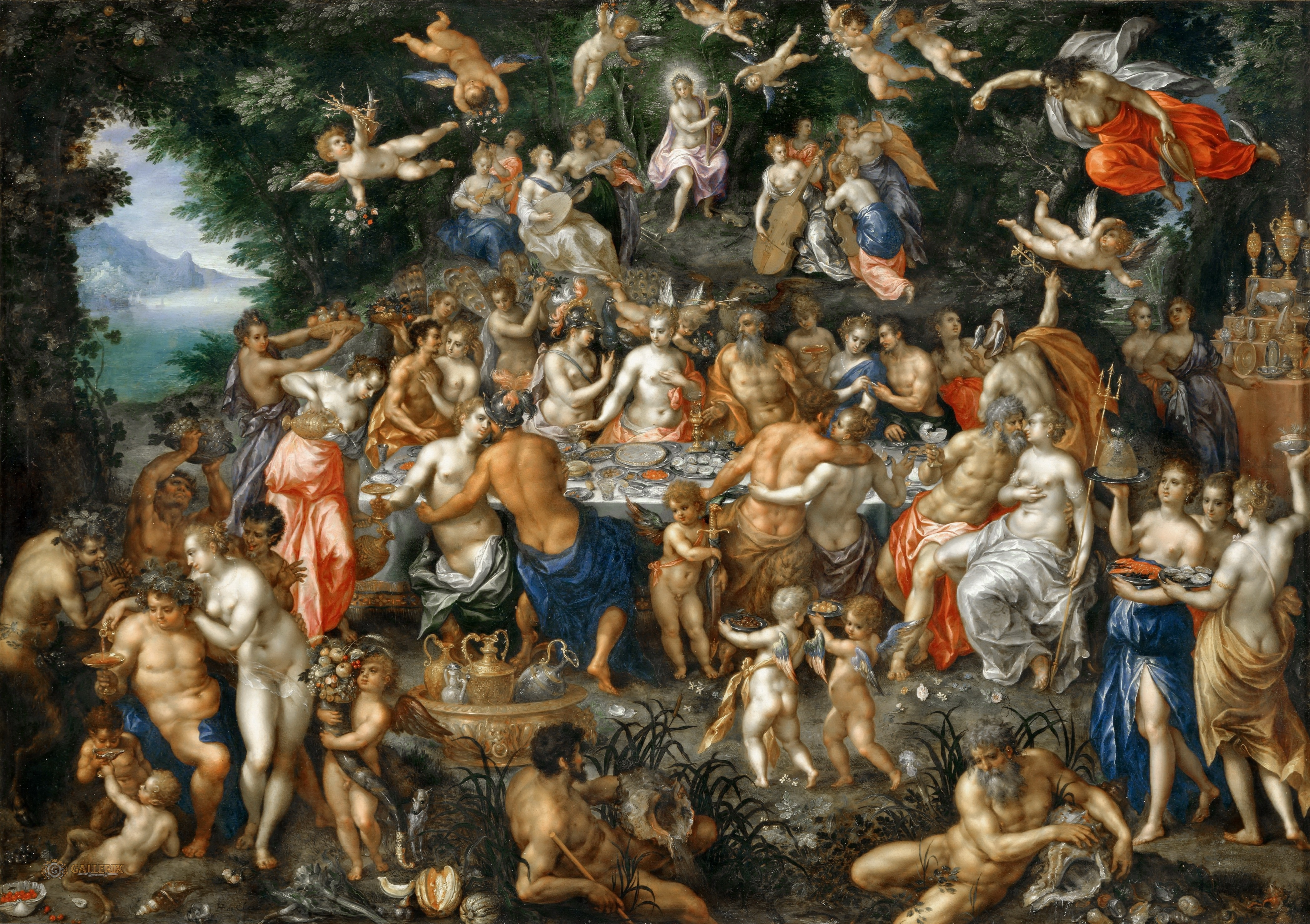

퀴프리아(고대 그리스어: Κύπρια)는 고대 그리스의 서사시로 지금은 그 전편이 전해내려오지 않는다. 트로이 전쟁을 소재로 한 일련의 서사시인 서사시권의 작품중 시간순으로 첫 번째 작품으로 일리아스가 순서상 그 다음의 이야기가 된다.
퀴프리아는 트로이아 전쟁의 발단과 초기 부분을 그 내용으로 한다. 테티스와 펠레우스의 결혼이야기부터 시작해서 파리스의 재판과 헬레네의 납치, 그리스군의 집결과 출항, 트로이 상륙까지가 줄거리로 알려져 있다.

## 같이 보기
- 에리스 (신화)
- 불화의 사과